# Rete tranviaria provinciale di Parma

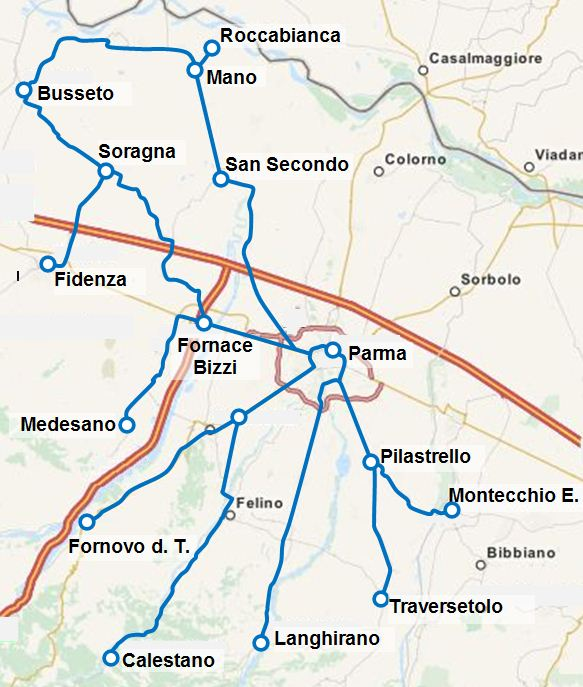
La rete tranviaria provinciale di Parma.

La rete tranviaria provinciale di Parma collegava il capoluogo emiliano con una parte della sua provincia.
Tali linee tranviarie ebbero per buona parte della loro vita una gestione in comune, prima nelle mani della "Società Nazionale di Tramways e Ferrovie", poi della "Società Nazionale Ferrovie e Tramvie" (SNFT) e infine della "Provincia di Parma" e dalle "Compagnia Nazionale di Trasporti e Comunicazioni" (CNTC), "Società Riunite Trasporti" (SoRiT) e "TEP".

## Struttura della rete
La rete interurbana provinciale era costituita dalle seguenti linee tranviarie:
- la Parma-Marzolara (1910-1954);
- la Parma-Fornovo (1910-1954);
- la Parma-Traversetolo (1894-1940), con la diramazione per Montecchio (1901-1934);
- la Fornace Bizzi-Medesano (1908-1937);
- la Tranvia Parma-Soragna-Busseto (1893-1939), con la diramazione per Borgo San Donnino (Fidenza) (1894-1937);
- la Tranvia Parma-San Secondo-Busseto, con la diramazione Mano-Roccabianca (1893-1939);
- la Parma-Langhirano (1892-1940).

Inoltre, la città di Parma fu dotata, dal 1899 al 1953, di una rete tranviaria urbana.

## Storia

### Contesto storico
Nel 1859, con l'apertura della linea Piacenza–Bologna, da più parti vennero promosse varie iniziative volte alla costruzione di linee di collegamento nelle province di Modena, Reggio Emilia e Parma a differenza delle prime due Parma pensò di costruire tranvie.